# Glukoza-6-fosfataza
Glukoza-6-fosfataza (EC 3.1.3.9, glukoza 6-fosfatna fosfataza) je enzim sa sistematskim imenom D-glukoza-6-fosfat fosfohidrolaza. Ovaj enzim katalizuje sledeću hemijsku reakciju
-glukoza 6-fosfat + H2O {\displaystyle \rightleftharpoons } -glukoza + fosfat
Ovaj enzim je široko rasprostranjen u životinjskim tkivima.

## Spoljašnje veze
- Glucose-6-phosphatase на 